# Radio/Tele FFH
Das Unternehmen Radio/Tele FFH GmbH & Co. Betriebs-KG betreibt mehrere Radioprogramme im deutschen Bundesland Hessen. Der Sitz des Unternehmens ist in Bad Vilbel. Seit 2019 ist Marco Maier Geschäftsführer. Er löste im Sommer 2019 Hans-Dieter Hillmoth ab, der seit 1989 Programmdirektor und seit 1991 zudem Geschäftsführer war. Die Radio/Tele FFH ist die zweitgrößte private Sendegruppe in Deutschland.

## Rundfunkprogramme

### Hit Radio FFH
Seit dem 15. November 1989 sendet das Programm Hit Radio FFH, zunächst aus Frankfurt am Main und nach Fertigstellung des Funkhauses in Bad Vilbel seit 2001 von dort. Mit der ersten Mediaanalyse nach der Gründung ist Hit Radio FFH Marktführer in Hessen vor hr3.

### planet radio
Am 21. April 1997 wurde das Rundfunkprogramm Planet Radio zum ersten Mal gesendet. Es wendet sich vorwiegend an junge Hörer. Seit der Mediaanalyse im Juli 2017 liegt das Programm vor den Wettbewerbern Radio Bob und You FM.

### harmony.fm
Das jüngste Rundfunkprogramm ist harmony.fm, das am 1. September 2003 auf Sendung ging. Es soll als ein „… reiner Musikspartensender für die 35–59-Jährigen wahrgenommen werden.“

## Technik
Die Rundfunkprogramme der Radio/Tele FFH werden via 56 UKW-Frequenzen im Sendegebiet verbreitet. Bis zum 31. März 2018 wurde dies durch das Kölner Unternehmen Media Broadcast erbracht. Ab dem 1. April 2018 ist dafür das Leipziger Unternehmen Divicon Media zuständig, seit dem 1. April 2023 verantwortet der Düsseldorfer Sendernetzbetreiber Uplink Network den Betrieb.

## Beteiligungen
Die Radio/Tele FFH ist an RTL Hessen, ein Programmfenster im Programm von RTL Television, mit 30 Prozent und an Eurocast mit 20 Prozent beteiligt.

## Eigentümerstruktur
Eigentümer von Radio/Tele FFH sind rund vierzig Unternehmen, Verbände (Landessportbund Hessen (0,9 %)) und Privatpersonen. Die größten Beteiligungen halten:
- Axel Springer SE (15 %),
- Verlag Dierichs (13,4 %) zuzüglich 1,6 Prozent Pressehaus Bintz Verlag (Beide Ippen zusammen 15 %),
- Wetzlardruck (5,4 %),
- Studio FFM Rundfunkprogramm-Anbietergesellschaft (4,4 %),
- Burda (4,3 %),
- Frankfurter Societät (4,3 %)

Falls ein Anteilseigner seine Anteile veräußern möchte, muss er diese den anderen Gesellschaftern andienen. Die höchstmögliche Beteiligung liegt bei 15 Prozent.